# Elección presidencial de la República Centroafricana de 2011
Las elecciones presidenciales de la República Centroafricana de 2011 se efectuaron el 13 de marzo de ese mismo año. Su primera ronda tuvo mayor convocatoria que el balotaje, el que debió realizarse ya que ninguno de los candidatos obtuvo la mayoría absoluta de los votos, es decir la mitad más uno.

## Contexto
El 23 de enero de 2011, en el marco de unas elecciones fuertemente financiadas por la Unión Europea (9,5 millones de euros), la República Centroafricana reeligió a Bozizé para otro período presidencial. La Comisión Electoral Independiente (CEI) dio el triunfo del presidente en ejercicio por un amplio margen, llegando al 64,37%, sin necesidad de un balotaje.
La oposición rechazó desde un principio los resultados y denunció que no se habían contabilizado 1.262 de las 4.618 casillas de voto de todo el país, es decir, el ocultamiento de 25% de votantes. Sin embargo, el recurso de anulación fue rechazado por la Corte Constitucional. Los observadores de la Unión Africana y de la Unión Europea estimaron que las elecciones se llevaron en buenos términos a pesar de la existencia de algunas irregularidades. La elección presidencial en la República Centroafricana reflejó una vez más la falta de confianza en los procesos electorales en África.

## Resultados
|  | 64,37 % |

|  | 21,43 % |

|  | 6,80 % |

|  | 4,61 % |

|  | 2,79 % |

## Crisis presidencial
La crisis política en la República Centroafricana se acrecentó con la reelección del general François Bozizé como Presidente de la República. A partir del 2012 una serie de conatos revolunacionarios se llevaron a cabo en el país, dirigidos por el líder de la coalición rebelde UFDR, Michel Djotodia.
Bozizé llegó a un acuerdo con la oposición y generó un gabinete de unidad. Michel Djotodia, accedió así al cargo de vice primer ministro. Pero los conflictos internos terminaron por derrocar el régimen de Bozizé y el coronel Djotodia se autoproclama Presidente de la República el 24 de marzo de 2013.